# John Blenkinsop

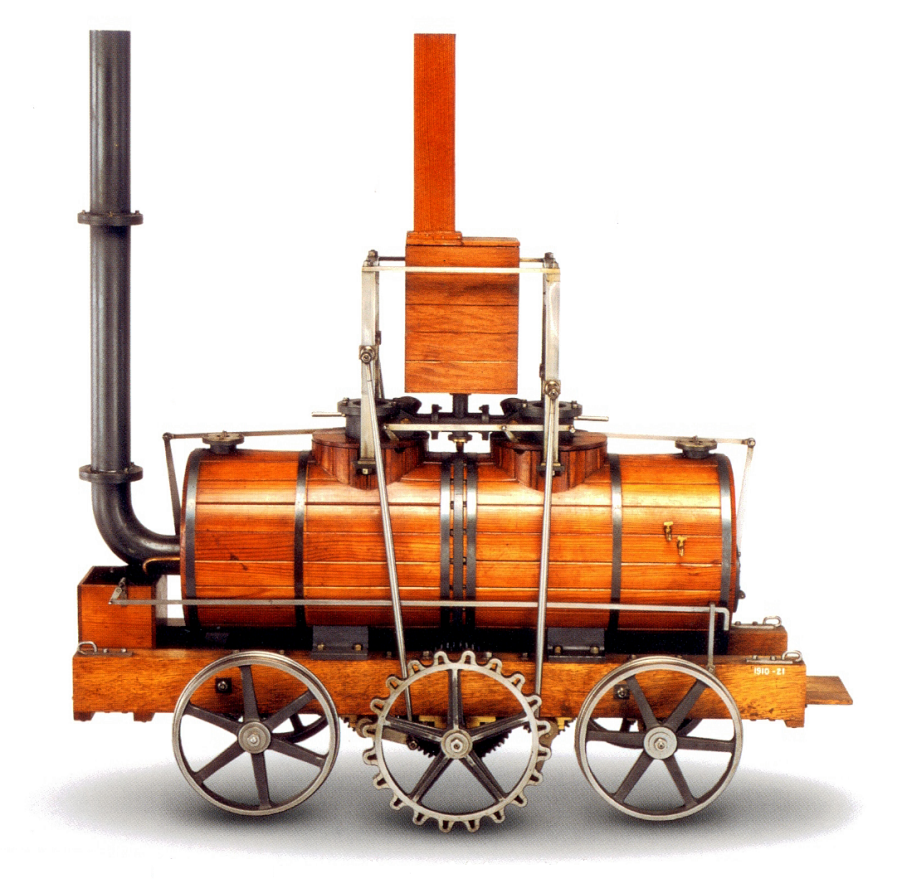
La Salamanca, primera locomotora de cremallera de John Blenkinsop.

John Blenkinsop (Felling, Durham, 1783 - Leeds, 22 de enero de 1831) fue director de mina e ingeniero inglés.
Blenkinsop se dio a conocer cuando construyó una locomotora de vapor capaz de funcionar, llamada Salamanca. Comoquiera que se temía que las ruedas de hierro patinarían sobre los carriles, se instaló un piñón en la locomotora y una cremallera en la vía. Así se creó la primera locomotora para ferrocarril de cremallera, a la que se concedió en 1811 la patente inglesa n.º 3431.
La primera locomotora, construida por el ingeniero Matthew Murray, fue entregada el 24 de julio de 1812 para el transporte de carbón de Middleton a Leeds. Entre 1812 y 1816 Robert Daglish construyó tres máquinas de este tipo para la mina Orrell.

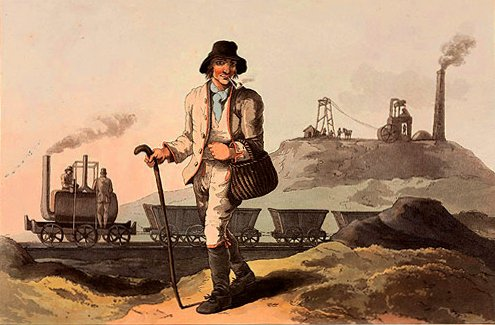
La mina de carbón de Middleton y la locomotora de Blenkinsop en 1814.

El hijo de John Blenkinsop, John Stamley Blenkinsop, se fue a Brunswick y desde 1838 montó allí el taller de ferrocarril y trabajó de maquinista.